# Isabella Ferrari
Isabella Ferrari, właśc. Isabella Fogliazza (ur. 31 marca 1964) – włoska aktorka filmowa i telewizyjna.

## Filmografia
seriale
- 1998: Provincia segreta jako Raffaella Gran
- 2000: Distretto di polizia jako Giovanna Scalise
- 2001: Distretto di polizia 2 jako Giovanna Scalise
- 2012: Una grande famiglia jako Claudia Manetti

film
- 1983: Czas na miłość jako Selvaggia
- 1986: II Rogazzo del pony express jako Claudia
- 1992: Nessuno mi crede jako Susi
- 1998: Dar życia jako Alessandra
- 2013: La Grande bellezza

## Nagrody i nominacje
Została uhonorowana nagrodą im. Francesca Pasinettiego, Pucharem Volpiego, nagrodą Marc'Aurelio, a także dwukrotnie otrzymała nominację do nagrody David di Donatello.